# HathiTrust
کتابخانه دیجیتال HathiTrust یک مخزن مشترک در مقیاس بزرگ از محتوای دیجیتالی از کتابخانه‌های تحقیقاتی است که شامل محتوای دیجیتالی شده از طریق گوگل بوکز و طرح‌های دیجیتالی آرشیو اینترنتی و همچنین محتوای دیجیتالی شده به صورت محلی توسط کتابخانه‌ها است.

## ریشه
هاتی، مشتق شده از سانسکریت hastin، کلمه هندی/اردو برای " فیل " است، حیوانی که به خاطر حافظه طولانی مدتش شهرت دارد.

## تاریخ
هاثی‌تراست در اکتبر ۲۰۰۸ توسط دوازده دانشگاه کمیته همکاری نهادی و یازده کتابخانه دانشگاه کالیفرنیا تأسیس شد. این مشارکت شامل بیش از ۶۰ کتابخانه تحقیقاتی در سراسر ایالات متحده، کانادا و اروپا است و بر اساس یک ساختار اداره مشترک است. هزینه‌ها توسط کتابخانه‌های شرکت کننده و کنسرسیوم‌های کتابخانه تقسیم می‌شود. این مخزن توسط دانشگاه میشیگان اداره می‌شود. مدیر اجرایی HathiTrust مایک فورلو است که پس از کناره‌گیری ویلکین در سال ۲۰۱۳، جان ویلکین را به عنوان مدیر مؤسس جانشین کرد
در اکتبر ۲۰۱۵، HathiTrust بیش از ۱۳٫۷ میلیون جلد از جمله ۵٫۳ میلیون جلد در مالکیت عمومی در ایالات متحده داشت. HathiTrust خدمات دسترسی عمومی را ارائه می‌دهد، مخصوصاً جستجوی متن کامل در کل مخزن. در سال ۲۰۱۶ بیش از ۶٫۱۷ میلیون کاربر مستقر در ایالات متحده و در ۲۳۶ کشور دیگر از HathiTrust در ۱۰٫۹۲ میلیون سشن استفاده کردند.